# Nowiny (Ruszów)
Nowiny – część wsi Ruszów w Polsce położona w województwie lubelskim, w powiecie zamojskim, w gminie Łabunie.
W latach 1975–1998 miejscowość położona była w województwie zamojskim.